# Ari Graynor

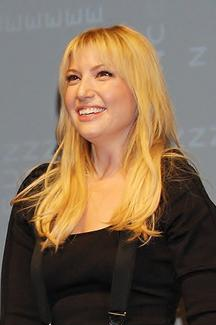
Ari Graynor (2012)

Ari Graynor (* 27. Mai 1983 in Boston, Massachusetts; eigentlich Ariel Geltman Graynor) ist eine US-amerikanische Schauspielerin.

## Leben und Karriere
Graynor stammt aus einer jüdischen Familie und besuchte eine Privatschule in Cambridge in Massachusetts sowie das Trinity College in Hartford (Connecticut). Der Durchbruch gelang ihr mit der Rolle der Caitlin Rucker in der Fernsehserie Die Sopranos. 2017 übernahm sie eine Hauptrolle in der von Jim Carrey mitproduzierten Showtime-Fernsehserie I’m Dying Up Here.

## Filmografie (Auswahl)
- 2001: Die Sopranos (The Sopranos, Fernsehserie, 4 Folgen)
- 2003: Law & Order: Special Victims Unit (Fernsehserie, Folge 4x11)
- 2003: Mystic River
- 2004: Book of Love
- 2004: Imaginary Heroes
- 2004: Bereft
- 2005: Game 6
- 2005: The Great New Wonderful
- 2005: Veronica Mars (Fernsehserie, Folge 2x02)
- 2006: Es lebe Hollywood (For Your Consideration)
- 2007: An American Crime
- 2007: CSI: Miami (Fernsehserie, Folge 5x20)
- 2007: Turn the River
- 2007: Numbers – Die Logik des Verbrechens (Numb3rs, Fernsehserie, Folge 4x08)
- 2008: Blues
- 2008: Nick und Norah – Soundtrack einer Nacht (Nick and Norah’s Infinite Playlist)
- 2008–2012: American Dad (Fernsehserie, 4 Folgen, Stimme)
- 2009: Youth in Revolt
- 2009: Roller Girl (Whip It)
- 2009–2010: Fringe – Grenzfälle des FBI (Fringe, Fernsehserie, 10 Folgen)
- 2010: Holy Rollers
- 2010: The Cleveland Show (Fernsehserie, Folge 1x12, Stimme)
- 2010: Date Night – Gangster für eine Nacht (Date Night)
- 2010: Betty Anne Waters (Conviction)
- 2010: No Deal (Kurzvideo)
- 2011: Lucky
- 2011: 10 Years
- 2011: Bad Sitter (The Sitter)
- 2011: Der perfekte Ex (What’s Your Number?)
- 2011: Family Guy (Fernsehserie, Folge 10x07, Stimme)
- 2012: Celeste & Jesse (Celeste & Jesse Forever)
- 2012: Kein Sex unter dieser Nummer (For a Good Time, Call…)
- 2012: Unterwegs mit Mum (The Guilt Trip)
- 2014: Bad Teacher (Fernsehserie, 13 Folgen)
- 2014: Garfunkel and Oates (Fernsehserie, Folge 1x06)
- 2017: The Disaster Artist
- 2017–2018: I’m Dying Up Here (Fernsehserie, 20 Folgen)
- 2018: Der Spitzenkandidat (The Front Runner)
- 2020: Lady Business (Like a Boss)
- 2020: Mrs. America (Miniserie, 9 Folgen)
- 2022: The Girl in the Water (Surface, Fernsehserie, 8 Folgen)
- 2023: The Anne Frank Gift Shop (Kurzfilm)
- 2023: Winning Time: The Rise of the Lakers Dynasty (Winning Time: The Rise of the Lakers Dynasty, Fernsehserie, 7 Folgen)
- 2024: Monster: Die Geschichte von Lyle und Erik Menendez (Monsters: The Lyle and Erik Menendez Story, Fernsehserie)

## Auszeichnungen
- 2005: Clarence Derwent Award als „Erfolgversprechendste Schauspielerin On-Broadway“ für die Rolle der Alison in Brooklyn Boy[4]